# Eric Samils
Eric Andreas Samils, född 5 juni 1916 i Hedemora, död 2 januari 1981, var en svensk målare och tecknare.
Han var son till hemmansägaren Johan Arvid Samils och Emma Karolina Andersson. Samils studerade vid Edward Berggrens målarskola i Stockholm 1943–1949 och vid Académie de la Grande Chaumière i Paris 1949–1951 samt under en längre studieresa till Barcelona 1951. Han debuterade i en utställning tillsammans med Arvid Wallinder på Konstsalong Rålambshof i Stockholm 1952 och ställde därefter ut separat i Nässjö, Umeå och Malmö samt på Galerie Æsthetica. Hans konst består huvudsakligen av figurmotiv och porträtt och i en mindre omfattning av stilleben och landskap utförda i vaxfärg. 